# 伊日·克拉利克
伊日·克拉利克（捷克語：Jiří Králík，1952年4月11日—），捷克男子冰球运动员。他曾代表捷克斯洛伐克国家队参加1980年和1984年冬季奥林匹克运动会冰球比赛，其中1984年冬季奥运会获得一枚银牌。